# Lalola
Lalola – argentyński serial z 2007 roku w reżyserii Diego Suáreza.
W rolach głównych występują Carla Peterson i Luciano Castro. Aktorka wciela się w mężczyznę, uwięzionego przez czarownicę w ciele kobiety. W Polsce emitowana przez TV4 od poniedziałku do środy od 1 września o godz.22. Od stycznia codziennie o godzinie 15.00. A od 6 marca o 12.30.

## Fabuła
Ramiro „Lalo” Padilla sądzi, że nikt ani nic nie może go powstrzymać. Żyje w świecie interesu, kierując popularnym magazynem „Don”. Jego życie toczy się pomiędzy pracą a nowymi zdobyczami. W związkach z kobietami unika zobowiązań i ponoszenia konsekwencji.
Korzysta z nocy spędzonej z Rominą, jego ostatnią ofiarą, i następnego dnia znika bez słowa. Jednak tym razem nie wie, z kim miał do czynienia. Romina, czując się sponiewierana i wykorzystana, z pomocą „czarownicy” zrealizuje swoją zemstę, zamieniając Lalo w kobietę. Produkt tych czarów, Lalo budzi się przemieniony w piękną pannę i nie pozostaje mu nic innego, jak zmierzyć się z życiem jako „Lola”.
Aby udźwignąć ciężar, jaki na niego spadł po transformacji, prosi o pomoc Grace, sławną spikerkę radiową, najlepszą przyjaciółkę, sekretnie zakochaną w Lalo, która wprowadza go w tajemniczy świat kobiecości. Lola będzie musiała przyzwyczaić się nie tylko do nowego ciała, ale również podążać nową ścieżką, która z początku wydaje się nie do przejścia. Zaskakuje go, że wszystko to, co jako mężczyźnie wydawało mu się atrakcyjne, dla kobiet jest nieprzyjemne i niedorzeczne. Największym wyzwaniem Lalo / Loli jest bez wątpienia życie z nową wrażliwością. Teraz czuje jak kobieta, która odrywa się od męskiej osobowości, z której była tak dumna, a którą stopniowo będzie musiał porzucić.
Lola jednak tak łatwo się nie poddaje. Jej misja to odnaleźć Rominę, aby odwrócić czar, jednak do tego potrzebuje pieniędzy i czasu. Dlatego będzie musiała stawić czoło światu i profesjonalnie zadbać o wszystkie osiągnięcia Lalo. Podając się za swoją kuzynkę, zajmie swoje miejsce w wydawnictwie oraz stanie się ofiarą wszystkich przepisów, które zdefiniowała będąc mężczyzną.
Lola posiadając wszystkie „kwalifikacje”, które zazwyczaj przyciągają mężczyzn, czuje się niedoceniana z bycia kobietą. Jest jednak ostatnim z marzeń mężczyzn, albowiem zna ich wewnętrzny świat i myśli i może je wykorzystać dla własnego celu, w kontrataku stosując kobiece taktyki. Jednak poza wewnętrznymi sprzecznościami, kolejną przeszkodą do pokonania są współpracownicy. Pośród nich Lola znajdzie swoich rywali: Gastóna, wicedyrektora magazynu, którego będąc Lalo uważała za swojego przyjaciela; Victorię, koordynatora produkcji i kochankę Gastóna; i Teo, reprezentanta grupy inwestorów. Nie pozostanie jednak sama znajdując sojuszników w Soledad, zarządzającej działem mody; Patricio, który zarządza działem show-biznesu i sekretarką Julią. Z Aguirre, prezesem, łączyć ją będzie wyjątkowe uczucie, już jako Lalo traktowała go jak ojca. Wydawnictwo, odzwierciedla walkę o władzę, tradycje, oraz zawiść i zazdrość, jaka istnieje między mężczyznami i kobietami w każdej firmie.
Wszystko jednak się skomplikuje, gdy poczuje się adorowana przez Facundo, fotografa, który od pierwszego wejrzenia zostaje nią oślepiony. Facundo otworzy dla niej swoje prawdziwe wnętrze, uczucia i nie spocznie dopóki nie zdobędzie jej miłości. Choć na początku Lola będzie stawiać opór temu związkowi, nie mogąc oderwać się od Lalo. Dopiero, kiedy Facundo przestanie ją uwodzić i skupi całą swoją uwagę na Natalii, córce właściciela magazynu, Lola nie będzie mogła wyrzucić z siebie „miłości”, coraz bardziej zakazanej.
Lola będzie próbować na tysiąc sposobów odsunąć się od Facunda, jednak zawsze z odwrotnym skutkiem i to właśnie dla niego będzie w stanie zaakceptować swoją nową rzeczywistość i jak nigdy dotąd, podjąć najważniejszą decyzję życia: pożegnać się z byciem Lalo, aby na zawsze żyć jako Lola.